# Blocona
Blocona es una localidad española del municipio soriano de Medinaceli, en la comunidad autónoma de Castilla y León.  

## Geografía
Pertenece al partido judicial de Almazán y a la comarca de Arcos de Jalón. Para la administración eclesiástica de la Iglesia católica, forma parte de la diócesis de Osma la cual, a su vez, pertenece a la archidiócesis de Burgos.

## Historia
La primera referencia documental de Blocona se encuentra en la Concordia del 4 de noviembre de 1197 entre el Obispado de Sigüenza y el Arciprestazo de Medinaceli.
A mediados del siglo XIX, el lugar, por entonces con ayuntamiento propio que también incluía a los barrios de Yuba y Corvesín, contaba con una población censada de 283 habitantes. La localidad aparece descrita en el cuarto volumen del Diccionario geográfico-estadístico-histórico de España y sus posesiones de Ultramar de Pascual Madoz de la siguiente manera:

BLOCONA: ald. con ayunt. de la prov. y adm. de rent. de Soria (12 leg.), part. jud. de Medinaceli (1 1/2) aud. terr. y c. g. de Burgos (35), dióc. de Sigüenza (5): sit. en una pequeña loma; le combaten todos los vientos y su clima es sano: tiene 45 casas, la de ayunt. que sirve á la par de cárcel, una plaza, 3 calles, escuela de instruccion primaria servida por el sacristan que al mismo tiempo desempeña la secretaria de ayunt., y recibe por 3 cargos 24 fan. de trigo, 100 rs. por reparto vec. y 5 fan. y 6 rs. por los padres de los niños; hay una igl. parr. (la Cátedra de San Pedro en Antioquia) servida por un cura cuya plaza se provee por oposicion en concurso geneneral; inmediato á la pobl. y en paraje que no ofende la salud pública está el cementerio y una ermita (San Roque); confina el térm. N. Aguaviva á 3/4 de leg.; E. Somaen á 1/2; S. Medinaceli á 1/2, y O. Radona á igual dist., comprende los barrios de Yuba y Corbesin con 10 Casas y una ermita (San Bartolomé) el primero, y con 12 casas y otra ermita (Santa Bárbara) el 2.º; en ellos nacen 2 riach. bastante abundantes, con los que se riegan algunas hortalizas y frutas. El terreno abraza 7,700 fan., y se cultivan 5,600, las demas son de mala calidad y están destinas á pastos: sus caminos son locales, de herradura, y en tiempo de lluvias cenagosos: la correspondencia se recibe de Medinaceli. prod.: cereales, legumbres, hortalizas y frutas; cria ganado lanar, vacuno, mular, asnal y de cerda. comercio: esportacion de lo sobrante para el mercado de Medinaceli. pobl. inclusos los barrios, 71 vec. 283 alm. cap. imp.: 59,440 rs. 4 mrs: presupuesto municipal 782 rs. 20 mrs., se cubre con los fondos de propios y arbitrios, y el déficit por reparto vecinal.
(Madoz, 1846, p. 361)

## Demografía
| Gráfica de evolución demográfica de Blocona entre 1842 y 1960 |
| |
| Población de derecho según los censos de población del INE Población de hecho según los censos de población del INEEntre el censo de 1970 y el anterior, este municipio desaparece porque se integra en el municipio 42113 (Medinaceli) |